# Cochirleni
Cochirleni es una localidad rumana de la comuna de Rasova, en el condado de Constanța.

## Geografía
Al oeste de la localidad discurre el río Danubio.

## Historia
Hacia finales del siglo XIX la localidad, que por entonces pertenecía a la comuna homónima de Cochirleni, en el condado de Constanța, tenía contabilizada una población de 724 habitantes.
En la segunda mitad del siglo XX la localidad había pasado a pertenecer a la comuna de Rasova. En el censo de 2021 la localidad tenía una población de 1000 habitantes.